# Steven Rojas
Steven Rojas (Australië, 1985) is een golfer uit Zwitserland. Hij speelt linkshandig golf.
Rojas werd in Australië geboren, zijn vader was een Colombiaan en zijn moeder een Zwitserse. Hij groeide in Zwitserland op en speelt golf op zijn Zwitserse paspoort. Omdat het golfseizoen in Zwitserland vaak heel kort is (april-september), speelde hij ook twaalf jaar ijshockey.
In 2006 won Rojas als amateur het Zwitsers Omnium. Die winter moest hij als Zwitser zes maanden in militaire dienst. Na een jaar te hebben gestudeerd aan de Universiteit van St Gallen ging hij naar de University of Virginia (UVa) waar hij college golf speelde in het team van de Cavaliers. Aangezien hij daar het hele jaar golfseizoen is, speelt hij geen ijshockey meer.

## Gewonnen

### Individueel
- 2006: Omnium (Zwitserland)

### Teams
- 2004: ELTK Junioren: 2004